# CGillust
CGillust（シージーイラスト）は、デリーター株式会社（DELETER.Inc.）が販売しているWindows専用コミックイラスト向けペイントソフトである。openCanvasのOEM版。初登場時は「COMIC ART CG illust」（コミックアート シージーイラスト）という全称で発売された。
オンライン専売のシェアウェアであったopenCanvasを、画材大手のデリーターの販路でパッケージ販売したものである。openCanvas 6のパッケージ版が発売されることで、CGillustは販売終了となった。

## 特徴
コミックイラストを描くための機能に特化した低価格ながらペイントソフトで、レイヤー機能・鉛筆・透明水彩・ぼかし・エアーブラシ・消しゴムなどの基本的な描画機能を備え、手描きの風合いを表現することができる。Plus版には更に、デリーターのトーン素材を収録。また、openCanvasと同じく描画手順を記録できるイベント再生機能も備えている。
CGillust 4.5以降、インターフェイスを一新すると同時に描画ツールとイベント再生機能を強化し、作成したブラシは保存することも可能である。PLUS版ではデリータースクリーン200種類のトーン素材、高度なレイヤー管理機能やPSDファイルの保存形式などを搭載している。CGillust NEOは手振れ補正機能と選択画像の自由変形など機能を追加し、デリータースクリーン100種類のトーン素材収録。CGillust Easyは図形描画、パース定規など機能を追加。

## リリース履歴
- 2001年12月15日発売[2][3] - DELETER COMIC ART CG illust Ver.2.1
- 2003年11月20日発売[4] - DELETER COMIC ART CG illust Ver.3
- 2004年7月1日発売[5] - DELETER COMIC ART CG illust3 plus
- 2005年11月1日発売 - DELETER COMIC ART CGillust4
- 2005年11月1日発売 - DELETER COMIC ART CGillust4 PLUS
- 2007年11月28日発売 - DELETER CGillust 4.5 TENGO
- 2007年11月28日発売 - DELETER CGillust 4.5 TENGO PLUS
- 2011年3月10日発売[6] - DELETER CGillust NEO
- 2012年2月24日発売 - DELETER CGillust NEO 教科書同梱版
- 2013年5月11日発売 - DELETER CGillust Easy

英語版
- DELETER CG illust Version 2
- DELETER CGillust 4.5 plus English Version
- DELETER CGillust NEO English Ver.[7]

## 対応ファイルフォーマット
- OCI（CGillust専用）
- ONE（イベントファイル）
- PSD（RGB形式のみ）
- PNG（.png）
- JPEG（.jpg）
- BMP（.bmp）

## ガイドブック
- 『COMIC ART CG illust Ver.2.1 ユーザーズガイド』
- 『COMIC ART CG illust2 使い方マニュアル - CG illustを始めよう』
- 『COMIC ART CG illust Ver.3 ユーザーズガイド』
- 『COMIC ART CG illust3 使い方マニュアル - CGイラストをはじめよう』
- 『コミックアート CGイラスト4 オフィシャルガイドブック - CGillust はじめよう!』
- 『パソコンで描くイラスト＆マンガの教科書 - 「CGillust NEO」「COMICWORKS NEO」公式ガイドブック』